# LG Optimus L Series II
LG Optimus L Series II — серия смартфонов компании LG на операционной системе Android 4.1.2 Jelly Bean. Была анонсирована 12 февраля 2013 года. На данный момент включает в себя три смартфона: Optimus L7 II, Optimus L5 II и Optimus L3 II. Каждый из них продаётся в обычной и двухсимочной версиях.

## LG Optimus L3 II
LG Optimus L3 II — младший смартфон в линейке. Оборудован сенсорным IPS-дисплеем с диагональю 3,2 дюйма и разрешением 320 х 240 пикселей. Частота процессора составляет 1 ГГц. Помимо этого, оснащён 3-мегапиксельной камерой. Позиционируется компанией LG, как бюджетный смартфон.

## LG Optimus L5 II
LG Optimus L5 II — смартфон на процессоре Cortex-A9 с частотой 1 ГГц. Оборудован 4-дюймовым дисплеем, разрешение которого — 800 х 480 пикселей.

## LG Optimus L7 II
LG Optimus L7 II — старший смартфон в линейке. Оснащён 2-ядерным процессором Qualcomm Snapdragon MSM8225 с тактовой частотой 1 ГГЦ. Объём оперативной памяти составляет 768 Мб. В смартфоне установлен 4,3-дюймовый экран с разрешением 800 х 480 точек. Также Optimus L7 II оборудован двумя камерами: 8-мегапиксельной и фронтальной 0,3-мегапиксельной.